# Theodoor François Marie Schaepman
Theodoor François Marie Schaepman (Arnhem, 20 februari 1879 – Wassenaar, 23 november 1954) was een Nederlandse officier en politicus.

## Familie
Schaepman was een zoon van Johan Hubert Marie Schaepman (1846-1918), koopman in Arnhem, en Marie Catharina Geertruida Spieringhs (1847-1932). Hij was een oomzegger van priester en Tweede Kamerlid Herman Schaepman. Hij trouwde met Catharina Maria Johanna Eenhorst. Uit dit huwelijk werden twee zoons en een dochter geboren.

## Loopbaan
Schaepman werd opgeleid tot militair bij het Instructiebataljon te Kampen (1898-1903) en was vervolgens tweede luitenant bij zesde regiment der infanterie te Breda (1903-1907) en van 1907 tot 1913 eerste luitenant. Daarna was hij eerste luitenant bij het eerste bataljon van het Regiment Grenadiers in Den Haag (1813-1917) en kapitein bij het derde regiment infanterie te Bergen op Zoom (1917-1919). In 1919 ging hij op non actief. Hij was ook verslaggever en was verbonden aan dagblad De Maasbode, als militair medewerker (1908-1919), adjunct-directeur (1919-1925) en parlementair redacteur (1925-1929).
Van 1929 tot 1937 en van 1939 tot 1946 was Schaepman lid van de Tweede Kamer der Staten-Generaal. In de Kamer was hij defensie-woordvoerder van de RKSP-Tweede Kamerfractie. Hij sprak verder onder meer regelmatig over buitenlandse zaken, binnenlandse zaken, justitie en PTT-aangelegenheden. Hij was daarnaast politiek hoofdredacteur van het katholieke dagblad Het Centrum (1932-1937).

## Onderscheidingen
Schaepman werd bij Koninklijk Besluit van 24 augustus 1928 benoemd tot ridder in de Orde van Oranje-Nassau met de zwaarden. Voorts was Schaepman ridder in de Orde van de Nederlandse Leeuw en ridder in de Orde van Sint-Gregorius de Grote.
In onder meer Brummen is een straat naar hem vernoemd.
- Biografisch Portaal: 69770785
- Parlement.com: vg09ll6ydxys